# Mausolée de Devona Buva
Le mausolée de Devona Buva (en ouzbek : Devona buva maqbarasi) est un monument architectural situé dans le village de Fayziobod, district d'Uychi, région de Namangan, en Ouzbékistan. Le mausolée a été construit au 18e siècle,.

## Histoire
Le mausolée de Devona Buva a été construit entre 1725 et 1750. Il est érigé sur la tombe d'un homme connu sous le nom d'Abdurakhman Khodji, qui est né à Tachkent et a vécu dans le village de Fayziobod. Il faisait partie des rares individus alphabétisés de la région, enseignant aux enfants à lire et à écrire, pratiquant la médecine et possédant des connaissances sur les herbes et les remèdes.
Pendant l'ère soviétique, le chef de la ferme collective locale a fait construire des bâtiments administratifs et d'autres structures pour dissimuler le mausolée. Par conséquent, le mausolée a été bien préservé jusqu'à aujourd'hui et n'a pas subi de dommages pendant la période soviétique. En 1979, les habitants, initiés par l'enseignant d'école Ziyoviddin Khodjaev, ont effectué une restauration cosmétique du mausolée.
En 2020, des travaux de restauration ont été entrepris sur le mausolée,.

## Architecture
Le mausolée a une forme carrée avec des dimensions de (18,8 x 18,8) mètres,. Il est entouré d'un mur épais. Le complexe se compose d'une salle principale, d'un lieu d'inhumation et d'un portail. Des plateformes se trouvent de chaque côté de l'entrée. Le mausolée possède un dôme pointu d'une dimension de 10,6x8,6 mètres,. Le complexe est construit en briques cuites. Le dôme du sanctuaire est placé sur une base en forme d'étoile. L'intérieur du bâtiment est orné à plusieurs reprises de motifs floraux en plâtre. Les représentations thématiques comprennent des plantes (branches de saule, bouquets de fleurs) et de l'épigraphie, nécessitant une étude spéciale. La lumière pénètre dans la salle principale par des ouvertures dans la base. L'intérieur est enduit de plâtre, et la porte en bois est ornée de sculptures complexes,.